# 列家誠
列家誠（英語：Kelven Ka-shing LIT，1989年11月27日—），香港初創企業商人，籍貫福建泉州。現任香港總商會委員，昇博經貿執行董事及教育倡行理事。

## 生平
出生於香港，畢業於香港教育大學及沙田崇真中學 ，曾於西班牙留學。在學期間曾擔任香港教育大學教務委員，其公司分別於2015年及2018年入選香港科技園創業培育計劃 及數碼港培育計劃，於2017年獲得瑞銀未來金融大獎，並於2019年獲得由奧地利IECT Hermann Hauser 頒發的研究獎項。

## 公職及專業服務
- 香港總商會委員[9]
- 通訊事務管理局辦公室電訊服務用戶及消費者諮詢委員
- 香港資訊及通訊科技獎評審委員[10]

## 外部連結
- 香港教育學院校友及拓展事務處
- Kelven Ka-shing LIT
- 探尋科技奧妙 （页面存档备份，存于）